# 勒羅伊 (密歇根州)
勒羅伊（英語：LeRoy）是位於美國密歇根州奧西歐拉縣勒羅伊鎮區的一個村。

## 人口
根據2020年美國人口普查的數據，勒羅伊的面積為2.55平方千米，當中陸地面積為2.55平方千米，而水域面積為0.00平方千米。當地共有人口260人，而人口密度為每平方千米101人。